# Dysschema
Genre
Dysschema est un genre de lépidoptères (papillons) américains de la famille des Erebidae et de la sous-famille des Arctiinae.

## Liste des espèces
- Dysschema amphissa (Geyer, 1832)
- Dysschema anadema (Druce, 1907)
- Dysschema aorsa (Boisduval, 1870)
- Dysschema bivittata (Walker, 1854)
- Dysschema damon (Druce)
- Dysschema daphne (Druce, 1885)
- Dysschema dissimulata (Walker, [1865])
- Dysschema eurocilia (Cramer, [1777])
- Dysschema flavimedia (Monte, 1933)
- Dysschema fulgorata (Butler, 1871)
- Dysschema grassator (Hering, 1925)
- Dysschema hypoxantha Hübner, 1818
- Dysschema irene (Druce, 1885)
- Dysschema leonina (Butler, 1872)
- Dysschema leptoptera (Perty, [1833])
- Dysschema modesta (Hering, 1925)
- Dysschema mosera (Druce, 1907)
- Dysschema moseroides (Hering, 1925)
- Dysschema nigrivenata (Hering, 1925)
- Dysschema postflava (Hering, 1926)
- Dysschema parviflava (Hering, 1926)
- Dysschema semirufa (Druce, 1910)
- Dysschema talboti (Dognin, 1922)
- Dysschema thyridina (Butler, 1871)
- Dysschema umbra (Druce, 1885)
- Dysschema unxia (Druce, 1910)
- Dysschema rhea (Druce, 1910)
- Dysschema brunnea (Druce, 1911)
- Dysschema picta (Guérin-Méneville, [1844])
- Dysschema neda (Klug, 1836)
- Dysschema humeralis (Walker, 1854)
- Dysschema montezuma (Schaus, 1892)
- Dysschema unifascia (Hering, 1925)
- Dysschema constans (Hering, 1925)
- Dysschema perplexa (Schaus, 1910)
- Dysschema jansonis (Butler, 1870)
- Dysschema salome (Druce, 1910)
- Dysschema tricolor (Sulzer, 1776)
- Dysschema buckleyi (Druce, 1910)
- Dysschema lunifera (Butler, 1871)
- Dysschema formosissima (Butler, 1871)
- Dysschema larvata (Walker, 1856)
- Dysschema hodeva (Druce, 1910)
- Dysschema flavopennis (Rebel, 1901)
- Dysschema evanescens (Hering, 1925)
- Dysschema forbesi (Druce, 1907)
- Dysschema cerialis (Druce, 1884)
- Dysschema rosina (Butler, 1871)
- Dysschema leucophaea (Walker, 1854)
- Dysschema gaumeri (Druce, 1894)
- Dysschema magdala (Boisduval, 1870)
- Dysschema marginalis (Walker, 1855)
- Dysschema zeladon (Dyar, 1913)
- Dysschema paracelsus (Hering, 1926)
- Dysschema viduopsis (Hering, 1926)
- Dysschema ultima (Hering, 1926)
- Dysschema lycaste (Klug, 1836)
- Dysschema viuda (Schaus, 1910)
- Dysschema joiceyi (Dognin, 1923)
- Dysschema palmeri (Druce, 1910)
- Dysschema practidoides (Hering, 1925)
- Dysschema hyalinipennis (Hering, 1928)
- Dysschema practides (Druce, 1911)
- Dysschema leda (Druce, 1884)
- Dysschema titan (Druce, 1910)
- Dysschema imitata (Druce, 1910)
- Dysschema arema (Boisduval, 1870)
- Dysschema howardi (H. Edwards, 1887)
- Dysschema mariamne (Geyer, [1835])
- Dysschema porioni (Gibeaux, 1982)
- Dysschema sacrifica (Hübner, [1831])
- Dysschema schadei (Schaus, 1927)
- Dysschema hilara (Weymer, 1895)
- Dysschema hilarina (Weymer, 1914)
- Dysschema boisduvalii (van der Hoeven & de Vriese, 1840)
- Dysschema trapeziata (Walker, [1865])
- Dysschema regalis (Jörgensen, 1935)
- Dysschema centenaria (Burmeister, 1878)
- Dysschema principalis (Jörgensen, 1935)
- Dysschema superior (Jörgensen, 1934)
- Dysschema jaonis (Strand, 1911)
- Dysschema lucifer (Butler, 1873)
- Dysschema vestalis (Butler, 1871)
- Dysschema fenestrata (Walker, 1855)
- Dysschema luctuosa (Dognin, 1919)
- Dysschema pagasa (Dognin, 1919)
- Dysschema fanatica (Dognin, 1919)
- Dysschema on (Hering, 1928)
- Dysschema fantasma (Butler, 1873)
- Dysschema subapicalis (Walker, 1854)
- Dysschema marginata (Guérin-Méneville, [1844])
- Dysschema terminata (Guérin-Méneville, [1844])
- Dysschema aethiops (Hering, 1928)
- Dysschema heliconissa (Strand, 1921)
- Dysschema rorata (Walker, [1865])